# Teresianischer Karmel

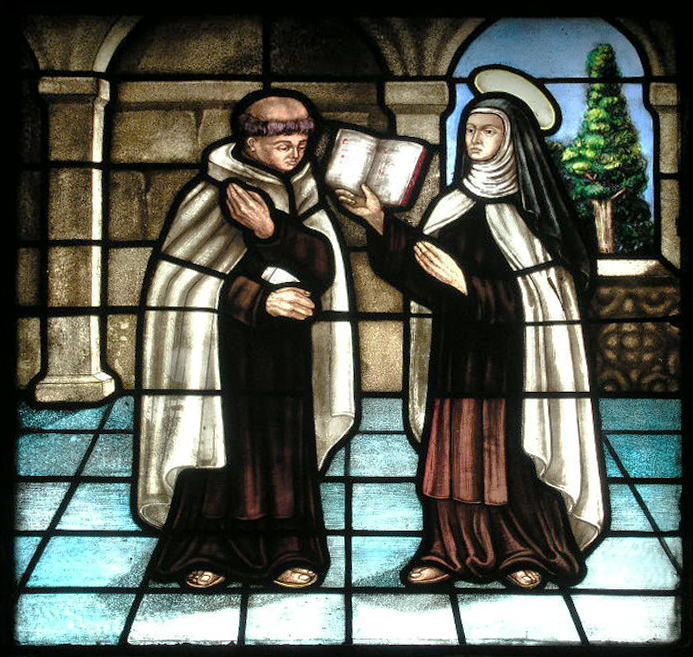
Teresa von Avila und Johannes vom Kreuz. Kirchenfenster im Convento de Santa Teresa in Avila

Der Teresianische Karmel ist ein Reformzweig der Karmeliten. Dieser Reformzweig entstand 1568 aus einer Erneuerungsbewegung der spanischen Heiligen Teresa von Avila (1515–1582) und Johannes vom Kreuz (1542–1591). Diese versuchten, den Karmel zu seinen Quellen zurückzuführen und weiterzuentwickeln.
Der Reformzweig wird auch als Unbeschuhte Karmeliten (Discalceaten) bezeichnet; zu ihm gehören neben den Unbeschuhten Karmelitinnen und den Unbeschuhten Karmeliten verschiedene Kongregationen des dritten Ordens, Säkularinstitute und die Laienbewegung der Skapulierbruderschaften. Der Orden der Unbeschuhten Karmeliten wird mit dem Ordenskürzel OCD (für lateinisch Ordo Carmelitarum Discalceatorum) bezeichnet; der ältere Zweig des Ordens, die Karmeliten, hat das Ordenskürzel O. Carm. Die Laiengemeinschaft der karmelitanischen Familie ist die Teresianische Karmel-Gemeinschaft TKG. Sie wird auch mit OCDS (Ordo Carmelitarum Discalceatorum saecularis) abgekürzt.

## Geschichte

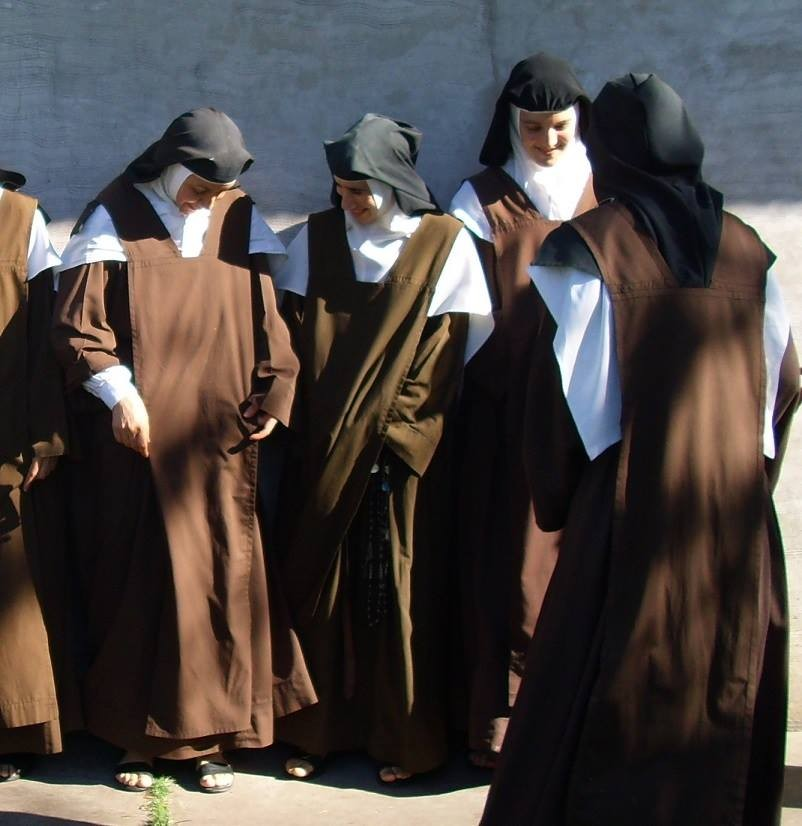
Unbeschuhte Karmelitinnen in Argentinien

Ihrer persönlichen geistlichen Eigenart entsprechend, begann Teresa von Ávila die Erneuerung des Ordens im 16. Jahrhundert mit sich selbst. Sie legte ein Gelübde ab, immer dem vollkommeneren Weg zu folgen, und beschloss, die Regel so vollkommen wie nur möglich einzuhalten. Eine Gruppe von Schwestern versammelte sich im September 1560 in Teresas Zelle. Inspiriert von der Tradition des Karmels und der Reform der Unbeschuhten des Petrus von Alcantara, schlugen sie die Gründung eines Klosters vor, in dessen Regel sich eremitische (Meditation, Leben und Arbeiten in der Stille und möglichst in der Einsamkeit der eigenen Zelle) und gemeinschaftliche Elemente (gemeinsames Stundengebet und gemeinsame Rekreation zweimal täglich) vereinen sollten. Am 24. August 1562 wurde der Konvent errichtet, dessen Kloster dem heiligen Josef geweiht war. 1568 gründete Teresa von Ávila in Duruelo mit dem heiligen Johannes vom Kreuz den ersten Konvent der „Unbeschuhten Brüder“.
Zu den Heiligen und Seligen, die aus dem Orden der Unbeschuhten Karmeliten hervorgegangen sind, gehören: die hll. Therese von Lisieux, Elisabeth von der Dreifaltigkeit, Teresa de Los Andes, die sel. Märtyrinnen von Compiègne und die hl. Teresia Benedicta vom Kreuz, die wegen ihrer jüdischen Abstammung am 9. August 1942 in einer Gaskammer des Vernichtungslagers Auschwitz-Birkenau ermordet wurde. Sie ist Mitpatronin Europas.
1990 gab es in 60 Ländern rund 3.700 Brüder und in ca. 80 Ländern rund 11.400 Schwestern, die dem Teresianischen Karmel angehören. Die Unbeschuhten Karmelitinnen bilden daher den größten beschaulichen Frauenorden.

## Spiritualität
Für die hl. Teresa von Avila waren „der Vorrang des Gebetes, Einsamkeit, Schweigen, Armut, das Leben in einer kleinen Gemeinschaft und – als apostolische Zielsetzung – die Fürbitte für die Kirche“ Kernpunkte ihrer Reform. Das geistliche Leben als „ein Weg wachsender Freundschaft mit dem Herrn“ sind ein Kennzeichen karmelitanischer Spiritualität. Das innere Gebet und die Betrachtung sollen von der Liebe als treibende Kraft geprägt sein und zur Angleichung an den Willen Gottes führen.